# Bailundo
Bailundo è un municipio dell'Angola appartenente alla provincia di Huambo. Ha 55.993 abitanti (stima del 2006) ed una superficie di 7.065 km².